# SCENE I & II limited edition
『SCENE I & II limited edition』（シーン・ワン・アンド・ツー リミテッド・エディション）は、ASKAのボックス・セット。2005年11月23日に発売された。発売元はユニバーサル シグマ。

## 解説
『SCENE III』と同時発売された。14年ぶりとなるSCENEシリーズ発売に伴い、過去2作品にデジタル・リマスタリングを施し、「はじまりはいつも雨」の1997年盤Music Videoを収録したDVD付となっている。
リマスタリングは『SCENE III』同様、テッド・ジェンセンが担当した。
2006年4月30日までの期間限定生産であった。